# Alicja Rosolská
Alicja Rosolská (* 1. prosince 1985 Varšava) je polská profesionální tenistka, deblová specialistka. Ve své dosavadní kariéře na okruhu WTA Tour vyhrála devět deblových turnajů. V rámci okruhu ITF získala čtrnáct titulů ve čtyřhře.
Na žebříčku WTA byla ve dvouhře nejvýše klasifikována v červnu 2003 na 636. místě a ve čtyřhře pak v červnu 2019 na 23. místě. Trénuje ji Dan Champion.
Na grandslamu odešla poražena z finále smíšené soutěže US Open 2018, v němž s
Chorvatem Nikolou Mektićem podlehli americko-britskému páru Bethanie Matteková-Sandsová a Jamie Murray. V ženské čtyřhře se nejdále probojovala do semifinále Wimbledonu 2018, v němž ji s Američankou Abigail Spearsovou vyřadily pozdější vítězky Barbora Krejčíková s
Kateřinou Siniakovou.
V polském týmu Billie Jean King Cupu debutovala v roce 2004 základním blokem I. skupiny zóny Evropy a Afriky proti Řecku, v němž s Klaudií Jansovou vyhrála čtyřhru nad Daniilidouovou a Zachariadouvou. Polky zvítězily 2:1 na zápasy. Do listopadu 2022 v soutěži nastoupila k třiceti devíti mezistátním utkáním s bilancí 0–0 ve dvouhře a 27–12 ve čtyřhře.
Polsko reprezentovala na Letních olympijských hrách 2008 v Pekingu, kde se její spoluhráčkou v ženské čtyřhře stala Klaudia Jansová. Na úvod získaly jen tři gamy na Američanky Davenportovou a Huberovou. V prvním kole deblové soutěže obě Polky skončily i na londýnských Hrách XXX. olympiády v All England Clubu, když nestačily na pozdější ruské bronzové medailistky Kirilenkovou s Petrovovou. Potřetí do olympijské čtyřhry zasáhla na odložené letní olympiádě 2020 v Tokiu s Magdou Linetteovou. Soutěž opustily po úvodní porážce od amerického páru Matteková-Sandsová a Pegulaová.

## Finále na Grand Slamu

### Smíšená čtyřhra: 1 (0–1)
| Stav      | rok  | turnaj  | povrch | spoluhráč     | soupeři ve finále                        | výsledek         |
| --------- | ---- | ------- | ------ | ------------- | ---------------------------------------- | ---------------- |
| Finalista | 2018 | US Open | tvrdý  | Nikola Mektić | Bethanie Matteková-Sandsová Jamie Murray | 6–2, 3–6, [9–11] |

## Finále na okruhu WTA Tour

### Čtyřhra: 25 (9–16)
| Legenda                                               |
| ----------------------------------------------------- |
| Grand Slam (0)                                        |
| Turnaj mistryň (0)                                    |
| Tier I / Premier Mandatory & Premier 5 / WTA 1000 (0) |
| Tier II / Premier / WTA 500 (2–7)                     |
| Tier III, IV & V / International / WTA 250 (7–9)      |

| Stav       | č.  | datum             | turnaj                     | povrch    | spoluhráčka                | soupeřky ve finále                                   | výsledek                   |
| ---------- | --- | ----------------- | -------------------------- | --------- | -------------------------- | ---------------------------------------------------- | -------------------------- |
| Finalistka | 1.  | 14. srpna 2004    | Sopoty, Polsko             | antuka    | Klaudia Jansová            | Nuria Llagosteraová Vivesová Marta Marrerová         | 4–6, 3–6                   |
| Finalistka | 2.  | 1. května 2005    | Varšava, Polsko            | antuka    | Klaudia Jansová            | Taťjana Perebijnisová Barbora Strýcová               | 1–6, 4–6                   |
| Finalistka | 3.  | 24. července 2005 | Palermo, Itálie            | antuka    | Klaudia Jansová            | Giulia Casoniová Maria Korytcevová                   | 6–4, 3–6, 5–7              |
| Vítězka    | 1.  | 17. února 2008    | Viña del Mar, Chile        | antuka    | Līga Dekmeijereová         | Maria Korytcevová Julia Schruffová                   | 7–5, 6–3                   |
| Finalistka | 4.  | 10. ledna 2009    | Brisbane, Austrálie        | tvrdý     | Klaudia Jansová            | Anna-Lena Grönefeldová Vania Kingová                 | 6–3, 5–7, [5–10]           |
| Vítězka    | 2.  | 12. dubna 2009    | Marbella, Španělsko        | antuka    | Klaudia Jansová            | Anabel Medina Garriguesová Virginia Ruano Pascualová | 6–3, 6–3                   |
| Finalistka | 5.  | 18. října 2009    | Linec, Rakousko            | tvrdý (h) | Klaudia Jansová            | Anna-Lena Grönefeldová Katarina Srebotniková         | 6-1, 6-4                   |
| Finalistka | 6.  | 9. ledna 2011     | Brisbane, Austrálie        | tvrdý     | Klaudia Jansová            | Alisa Klejbanovová Anastasija Pavljučenkovová        | 3–6, 5–7                   |
| Finalistka | 7.  | 21. května 2011   | Brusel, Belgie             | antuka    | Klaudia Jansová            | Andrea Hlaváčková Galina Voskobojevová               | 6–3, 0–6, [5–10]           |
| Vítězka    | 3.  | 10. července 2011 | Budapešť, Maďarsko         | antuka    | Anabel Medina Garriguesová | Natalie Grandinová Vladimíra Uhlířová                | 6–2, 6–2                   |
| Finalistka | 8.  | 26. května 2012   | Brusel, Belgie             | antuka    | Čeng Ťie                   | Bethanie Matteková-Sandsová Sania Mirzaová           | 3–6, 2–6                   |
| Finalistka | 9.  | 16. září 2012     | Québec, Kanada             | tvrdý (h) | Heather Watsonová          | Tatjana Maleková Kristina Mladenovicová              | 6–7(5–7), 7–6(8–6), [7–10] |
| Finalistka | 10. | 13. října 2013    | Linec, Rakousko            | antuka    | Gabriela Dabrowská         | Karolína Plíšková Kristýna Plíšková                  | 6–7(6–8), 4–6              |
| Vítězka    | 4.  | 8. března 2015    | Monterrey, Mexiko          | tvrdý     | Gabriela Dabrowská         | Anastasia Rodionovová Arina Rodionovová              | 6–3, 2–6, [10–3]           |
| Vítězka    | 5.  | 24. července 2016 | Båstad, Švédsko            | antuka    | Andreea Mituová            | Lesley Kerkhoveová Lidzija Marozavová                | 6–3, 7–5                   |
| Vítězka    | 6.  | 5. února 2017     | Petrohrad, Rusko           | tvrdý (h) | Jeļena Ostapenková         | Darija Juraková Xenia Knollová                       | 3–6, 6–2, [10–5]           |
| Vítězka    | 7.  | 9. dubna 2017     | Monterrey, Mexiko          | tvrdý     | Nao Hibinová               | Dalila Jakupovićová Nadija Kičenoková                | 6–2, 7–6 (7–4)             |
| Finalistka | 11. | 6. srpna 2017     | Stanford, Spojené státy    | tvrdý     | Alizé Cornetová            | Abigail Spearsová Coco Vandewegheová                 | 2–6, 3–6                   |
| Vítězka    | 8.  | 11. června 2018   | Nottingham, Velká Británie | tráva     | Abigail Spearsová          | Mihaela Buzărnescuová Heather Watsonová              | 6–3, 7–6(7–5)              |
| Finalistka | 12. | 11. ledna 2019    | Sydney, Austrálie          | tvrdý     | Eri Hozumiová              | Aleksandra Krunićová Kateřina Siniaková              | 1–6, 6–7(3–7)              |
| Vítězka    | 9.  | 7. dubna 2019     | Charleston, Spojené státy  | tvrdý     | Anna-Lena Grönefeldová     | Irina Chromačovová Veronika Kuděrmetovová            | 7–6(9–7), 6–2              |
| Finalistka | 13. | 13. února 2022    | Petrohrad, Rusko           | tvrdý (h) | Erin Routliffeová          | Anna Kalinská Caty McNallyová                        | 3–6, 7–6(7–5), [4–10]      |
| Finalistka | 14. | 25. června 2022   | Bad Homburg, Německo       | tráva     | Erin Routliffeová          | Makoto Ninomijová Eri Hozumiová                      | 4–6, 7–6(7–5), [5–10]      |
| Finalistka | 15. | červenec 2022     | Varšava, Polsko            | antuka    | Katarzyna Kawaová          | Anna Danilinová Anna-Lena Friedsamová                | 4–6, 7–5, [5–10]           |
| Finalistka | 16. | 9. října 2022     | Ostrava, Česko             | tvrdý (h) | Erin Routliffeová          | Caty McNallyová Alycia Parksová                      | 3–6, 2–6                   |

## Postavení na konečném žebříčku WTA

### Dvouhra
| Rok    | 2002 | 2003   | 2004   | 2005   | 2006   | 2007   | 2008   | 2009 | 2010 | 2011 | 2012 | 2013    | 2014    | 2015    | 2016   | 2017    | 2018–2022 |
| Pořadí | 725. | ▼ 776. | ▼ 909. | ▲ 769. | ▲ 724. | ▲ 697. | ▼ 897. | —    | —    | —    | 969. | ▼ 1147. | ▼ 1148. | ▲ 1258. | ▼ 862. | ▲ 1151. | —         |

### Čtyřhra
| Rok    | 2002 | 2003   | 2004   | 2005  | 2006  | 2007  | 2008  | 2009  | 2010  | 2011  | 2012  | 2013  | 2014  | 2015  | 2016  | 2017  | 2018  | 2019  | 2020  | 2021   | 2022  |
| Pořadí | 524. | ▲ 373. | ▲ 164. | ▲ 99. | ▲ 91. | ▲ 84. | ▲ 50. | ▲ 47. | ▬ 47. | ▲ 38. | ▼ 44. | ▼ 50. | ▼ 61. | ▲ 45. | ▼ 75. | ▲ 31. | ▲ 29. | ▼ 32. | ▼ 54. | ▼ 125. | ▲ 34. |